# Bahnhof Sasazuka
Der Bahnhof Sasazuka (jap. 笹塚駅, Sasazuka-eki) ist ein Bahnhof auf der japanischen Insel Honshū, der von der Bahngesellschaft Keiō Dentetsu betrieben wird. Er befindet sich im Bezirk Shibuya der Hauptstadt Tokio.

## Verbindungen
Sasazuka ist ein Trennungsbahnhof an der Keiō-Linie, die Shinjuku mit Hachiōji verbindet. Östlich des Bahnhofs zweigt die Neue Keiō-Linie ab, die weitgehend parallel zur Keiō-Linie ebenfalls nach Shinjuku führt und dort auf die U-Bahn Tokio trifft. Mit Ausnahme der Schnellzüge Keio Liner und Tokkyū halten in Sasazuka sämtliche auf der Keiō-Linie verkehrenden Züge. In der Regel werden tagsüber zwölf Züge je Stunde angeboten, während der morgendlichen Hauptverkehrszeit mehr als zwanzig. Schnell- und Eilzüge fahren von und zum Kopfbahnhof in Shinjuku, während Nahverkehrszüge auf die Neue Keiō-Linie wechseln und im unterirdischen Durchgangsbahnhof Shinjuku zur Toei Shinjuku-Linie durchgebunden werden. Ebenso ist Sasazuka die westliche Endstation all jener U-Bahn-Züge, die nicht weiter nach Westen verkehren. Tagsüber befahren neun Züge stündlich die Neue Keiō-Linie sowie 16 während der Verkehrsspitze am Morgen.
Bushaltestellen befinden sich etwa 50 Meter nördlich des Bahnhofs an der Hauptstraße Kōshū Kaidō (Nationalstraße 20). Sie werden von mehreren Buslinien der Gesellschaften Toei Bus, Keiō Bus Higashi, Odakyū Bus, Odakyū City Bus und Hachikō Bus bedient.

## Anlage
Der Bahnhof steht im Zentrum des gleichnamigen, zu Shibuya gehörenden Stadtteils auf einem Viadukt. Er ist von Osten nach Westen ausgerichtet und besitzt vier Gleise, die an zwei überdachten Mittelbahnsteigen liegen. Die beiden äußeren Gleise 1 und 4 sind den Eil- und Schnellzügen auf der Keiō-Linie vorbehalten, die vom und zum Kopfbahnhof der Keiō Dentetsu in Shinjuku verkehren. Nahverkehrs- und U-Bahn-Züge, die zur Neuen Keiō-Linie geleitet werden oder von dort herkommen, halten auf den inneren Gleisen 2 und 3, die rund 250 Meter westlich des Bahnhofs stumpf enden. Somit kann am gleichen Bahnsteig in derselben Fahrtrichtung umgestiegen werden. Das Empfangsgebäude ist unter dem Viadukt angeordnet und übernimmt gleichzeitig die Funktion einer Verteilerebene. Treppen, Rolltreppen und Aufzüge stellen die Verbindung zu den darüber liegenden Bahnsteigen her.
Im Fiskaljahr 2018 nutzten durchschnittlich 82.784 Fahrgäste täglich den Bahnhof.

## Bilder

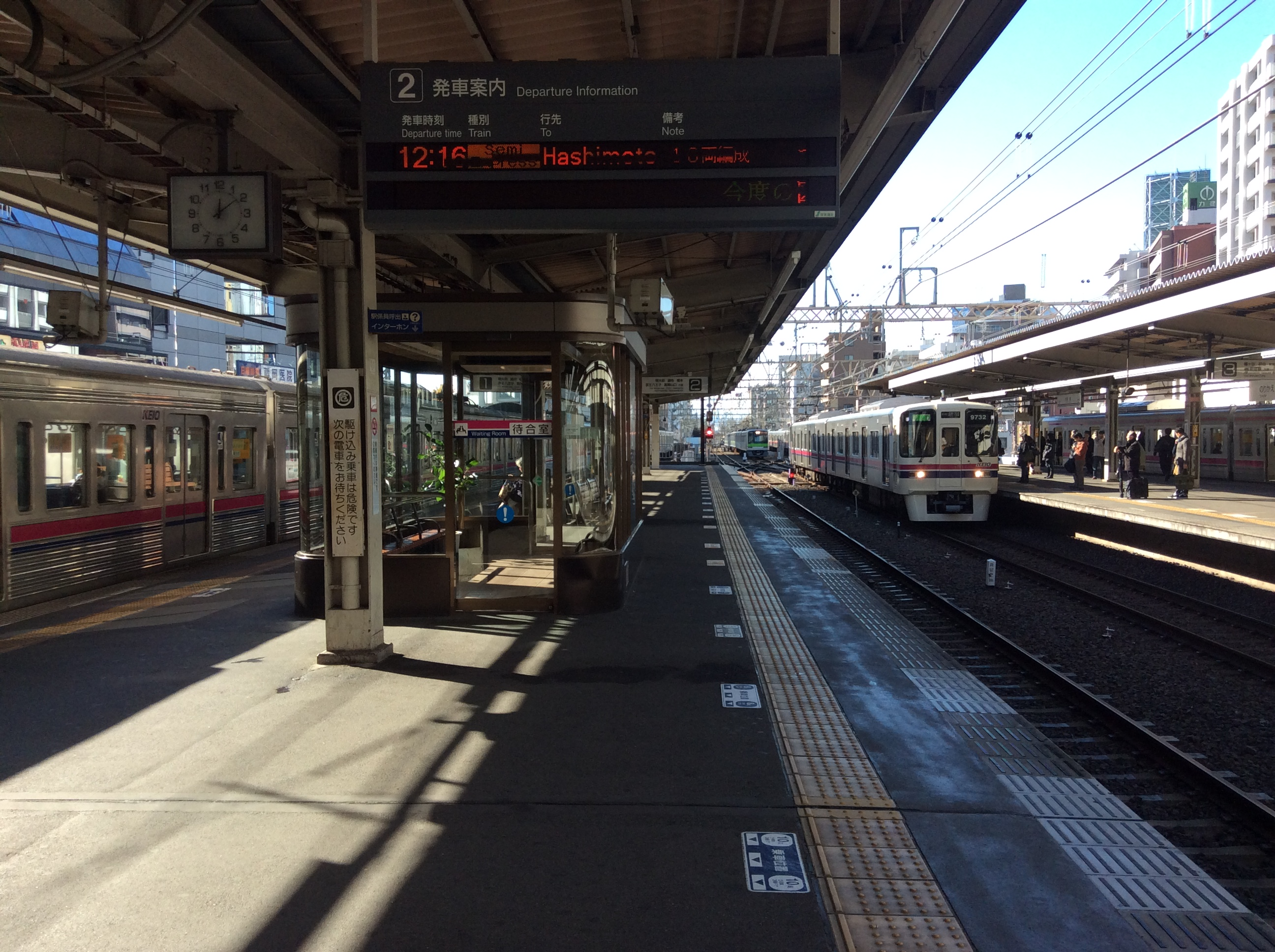
Bahnsteige
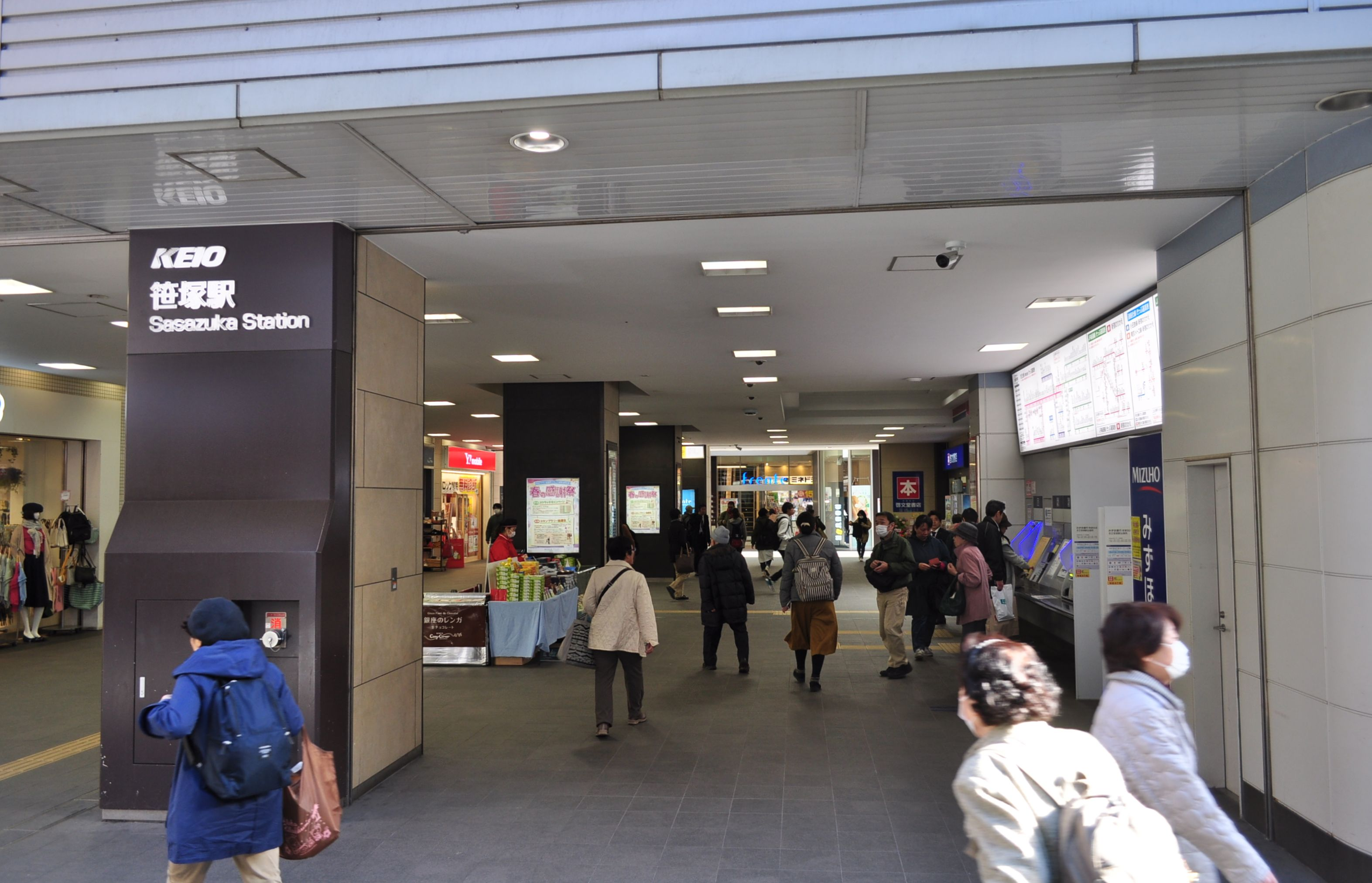
Verteilerebene
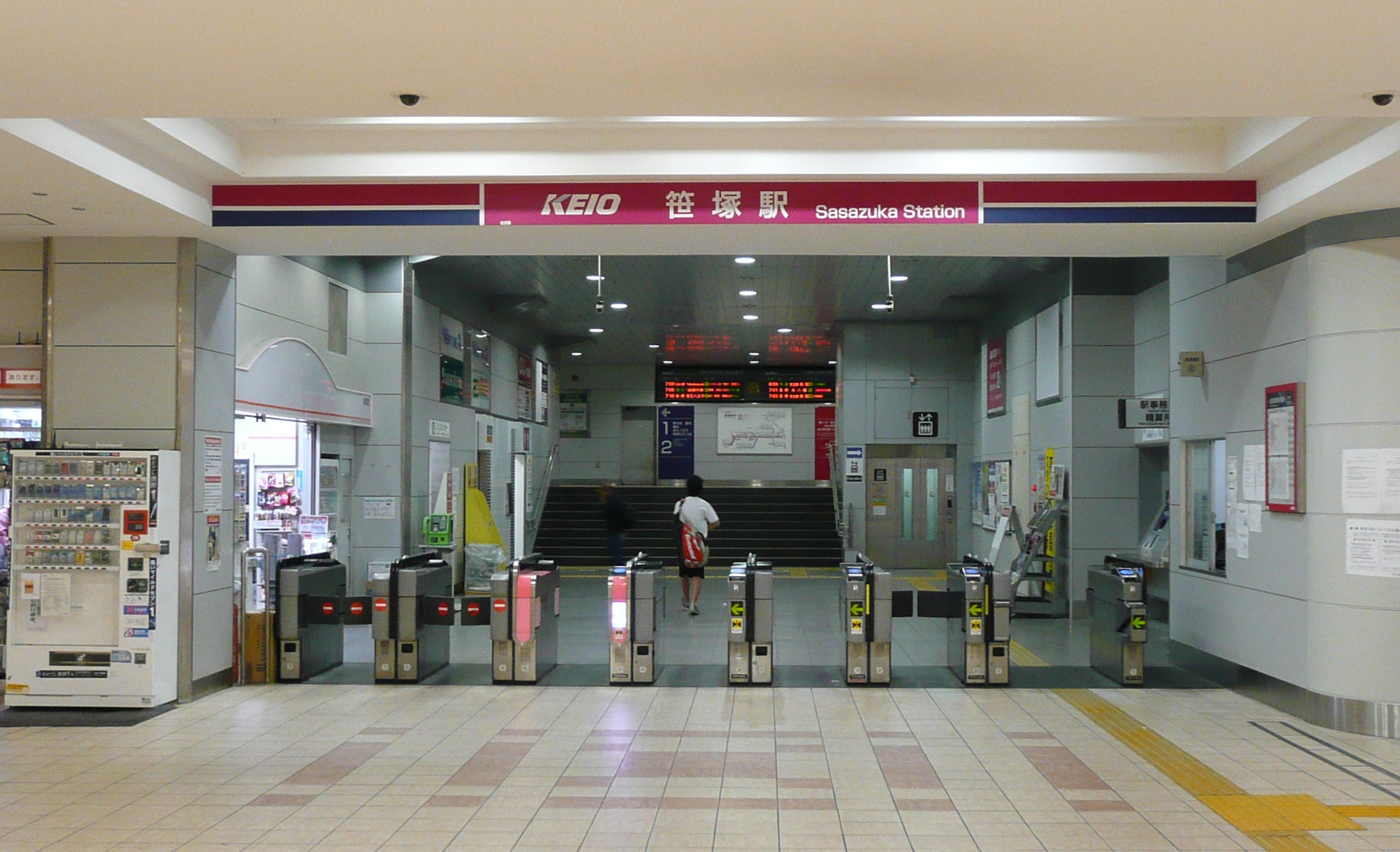
Bahnsteigsperren

## Gleise
| 1/2 | ▉ Keiō-Linie      | Chōfu • Hashimoto • Keiō-Hachiōji • Takaosanguchi     |
| 3   | ▉ Neue Keiō-Linie | Shinjuku (neu) • Durchbindung zur Toei Shinjuku-Linie |
| 4   | ▉ Keiō-Linie      | Shinjuku (alt)                                        |

## Linien
| Verlauf der Keiō-Linie |
| --- |
| Shinjuku • Hatsudai • Hatagaya • Sasazuka • Daitabashi • Meidaimae • Shimo-Takaido • Sakurajōsui • Kami-Kitazawa • Hachimanyama • Roka-kōen • Chitose-Karasuyama • Sengawa • Tsutsujigaoka • Shibasaki • Kokuryō • Fuda • Chōfu • Nishi-Chōfu • Tobitakyū • Musashinodai • Tama-Reien • Higashi-Fuchū • Fuchū • Bubaigawara • Nakagawara • Seiseki-Sakuragaoka • Mogusaen • Takahatafudō • Minamidaira • Hirayamajōshi-kōen • Naganuma • Kitano • Keiō-Hachiōji |

## Geschichte
Die Bahngesellschaft Keiō Denki Kidō (heutige Keiō Dentetsu) eröffnete am 15. April 1913 das erste Teilstück der Keiō-Linie, das von Sasazuka nach Chōfu reichte. Der Bahnhof war ebenerdig und verfügte damals über ein kleines Betriebswerk. Knapp ein halbes Jahr lang war Sasazuka die östliche Endstation, bis zur Verlängerung der straßenbahnähnlichen Strecke um wenige hundert Meter zur heute nicht mehr existierenden Haltestelle Hatashiro. Ab 1915 führte die Keiō-Linie bis Shinjuku. Nach einem halben Jahrhundert hatte die zweigleisige und inzwischen auf Eisenbahnstandard ausgebaute Anlage ihre Kapazitätsgrenze erreicht. Zur Entlastung des östlichsten Teilstücks der Keiō-Linie entstand in den 1970er Jahren eine Tunnelstrecke zwischen Sasazuka und Shinjuku mit weitgehend paralleler Streckenführung. Der Bahnhof wurde zu einer aufgeständerten Anlage mit vier Gleisen umgebaut, die am 21. Juli 1978 in Betrieb ging. Die Eröffnung der Neuen Keiō-Linie erfolgte drei Monate später am 31. Oktober. Im Jahr 2010 verlängerte man die Bahnsteige, die seither Züge mit zehn Wagen aufnehmen können anstatt wie bisher acht.